# Lichonycteris obscura
Lichonycteris obscura es una especie de murciélago de la familia Phyllostomidae. Es el único miembro del género monotípico Lichonycteris.

## Distribución geográfica
Se encuentra en Sudamérica y América Central.